# Las Huellas (Los Lagos)
Las Huellas es un caserío de la comuna de Los Lagos, ubicada en el sector oeste de la comuna, en la ribera norte del Río Quinchilca, al suroeste de la localidad de Folilco.
Aquí se encuentra la escuela rural Las Huellas y la Posta de Salud Rural Las Huellas.

## Hidrología
Las Huellas se encuentra en la ribera norte del Río Quinchilca.

## Accesibilidad y transporte
A Las Huellas se accede desde la ciudad de Los Lagos a través de las Rutas T-45 y T-531 a 24,3 km.